# Foramen yugular
El foramen yugular es un gran foramen (abertura) en la base del cráneo, situado detrás del conducto carotídeo. Está formado por el hueso temporal y el hueso occipital. Permite el paso de muchas estructuras, como el seno petroso inferior, tres nervios craneales, el seno sigmoideo y las arterias meníngeas.

## Estructura
El foramen yugular está formado por delante por la porción petrosa del hueso temporal, y por detrás por el hueso occipital. Por lo general, es ligeramente mayor en el lado derecho que en el izquierdo.

### Contenido
El foramen yugular puede subdividirse en tres compartimentos, cada uno con su propio contenido.
- El compartimento anterior transmite el seno petroso inferior.
- El compartimento intermedio transmite el nervio glosofaríngeo, el nervio vago,[1] y el nervio accesorio.
- El compartimento posterior transmite el seno sigmoideo (convirtiéndose en la vena yugular interna),[1] y algunas ramas meníngeas de la arteria occipital y la arteria faríngea ascendente.

Existe una subclasificación alternativa basada en imágenes, delimitada por la espina yugular que es una cresta ósea que separa parcialmente el agujero yugular en dos partes:
- El compartimento más pequeño, anteromedial, "pars nervosa", contiene el CN IX, (nervio timpánico, una rama del CN IX), y recibe el retorno venoso del seno petroso inferior.
- El compartimento más grande, posterolateral, "pars vascularis" contiene el CN X, el CN XI, el nervio de Arnold (o la rama auricular del CN X que participa en el reflejo de Arnold, donde la estimulación del meato auditivo externo provoca la tos), el bulbo yugular y la rama meníngea posterior de la arteria faríngea ascendente.

## Importancia clínica
La obstrucción del foramen yugular puede dar lugar al síndrome del foramen yugular.

## Imágenes adicionales

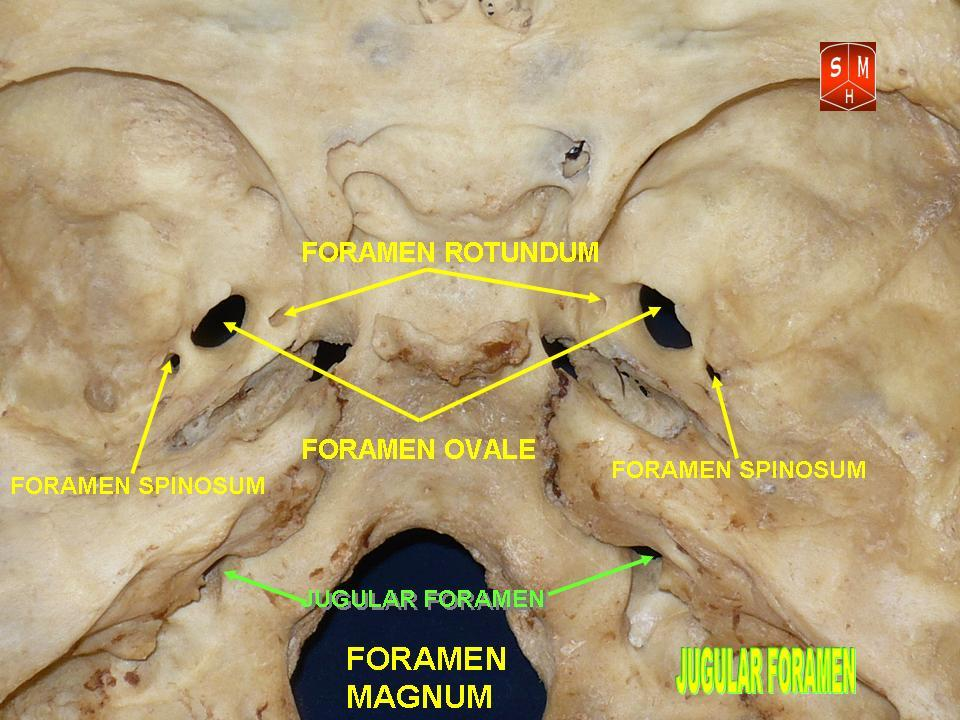
Foramen yugular
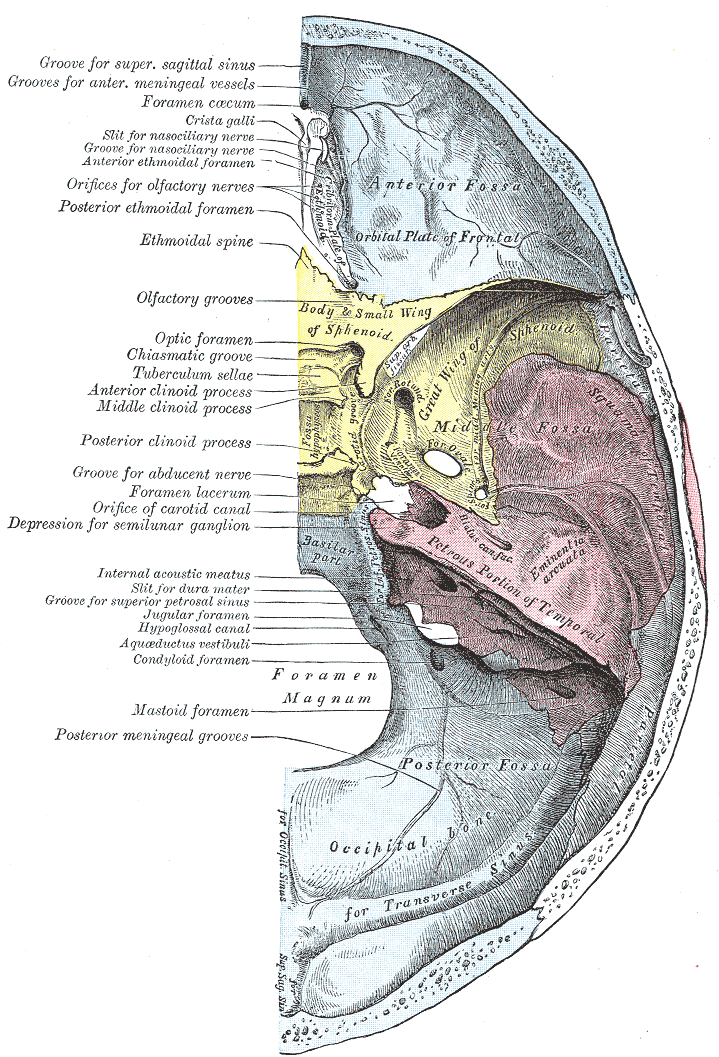
Base del cráneo. Superficie superior.